# 팔미도 등대
팔미도 등대(八尾島 燈臺)는 인천광역시 중구 무의동, 팔미도에 있는 대한제국시대의 등대이다. 2002년 2월 4일 인천광역시의 유형문화재 제40호로 지정되었다.
2020년 9월 15일, 사적 제557호로 지정되었다.
1950년 9월 인천상륙작전 당시 연합군함대를 인천으로 진입할 수 있도록 인도하여 6·25전쟁의 국면을 일시에 뒤바꾸는 데 기여한 역사적, 상징적 가치가 있다.

## 개요
팔미도 등대는 우리나라 최초의 등대로서 서남해에서 인천으로 들어오는 길목에 위치하여 지정학적으로 해상교통 흐름의 중심적 기능을 담당하고 있다. 1894년 공무아문이 설치되고, 1902년 5월 소월미도, 북장자서, 백암등표와 함께 건축에 착수하여 1903년 4월에 준공되었으며, 같은 해 6월 1일 국내 최초로 점등되었다.

## 같이 보기
- 인천상륙작전